# Sabah Badminton Association
Die Sabah Badminton Association ist ein Sportverband in der Sportart Badminton im Bundesstaat Sabah in Malaysia.

## Geschichte
Der Verband wurde im November 1956 als North Borneo Badminton Association gegründet. Er war vom Datum seiner Gründung an bis zum Jahr 1965 die oberste nationale administrative Organisation in der Sportart Badminton in Nord-Borneo. 1964 wurde die North Borneo Badminton Association in ihren heutigen Namen umbenannt. 1965 erfolgte der Anschluss an die Badminton Association of Malaysia. Verbunden damit war die Aufgabe der Funktion als nationaler Badmintonverband und die Aufnahme der Aufgaben als Badmintonverband des Bundesstaats Sabah. Von Januar 1958 bis zu seiner Aufgabenänderung 1965 war der Verband Mitglied in der International Badminton Federation. Heutiger Sitz des Verbandes ist Kota Marudu.

## Persönlichkeiten
- W. K. C. Wookey, ehemaliger Präsident
- Maijol Mahap, Präsident

## Referenzen
- Annual Handbook of the International Badminton Federation, London, 21. Auflage 1962–63, S. 208.